# Federação Sergipana de Futebol de Salão
A Federação Sergipana de Futebol de Salão ou Futsal, FSFS é um orgão que regulamenta os campeonatos em âmbito estadual. Ela é filiada à Confederação Brasileira de Futebol de Salão. A FSFS organiza competições não-profissionais, tendo em vista que o futsal não é considerado esporte profissional.

## Informações úteis
Sua sede se localiza no seguinte endereço: Rua Vila Cristina, 1010 – Complexo Desportivo Lourival Baptista, Telefone: (79) 3211-1915

## Torneios

### Estadual
- Campeonato Sergipano de Futsal: (1971)
- Copa TV Sergipe de Futsal: (2003)
- Taça Governador de Sergipe de Futsal: (2015)

### Intermunicipal
- Intermunicipal de Capela: (2015)
- Superliga de Simão Dias: (2014)

## Ligas
- Liga Sergipe de Futsal: Liga Sergipe de Futsal Série A

## Campeonatos municipais
- Campeonato Municipal de Futsal de Aracaju
- Campeonato Municipal de Futsal de Itabaiana
- Campeonato Municipal de Futsal de Lagarto
- Campeonato Municipal de Futsal de Estância
- Campeonato Municipal de Futsal de Capela
- Campeonato Municipal de Futsal de Aquidabã
- Campeonato Municipal de Futsal da Barra dos Coqueiros
- Campeonato Municipal de Futsal de Nossa Senhora das Dores
- Campeonato Municipal de Futsal de Nossa Senhora da Glória
- Campeonato Municipal de Futsal de Nossa Senhora do Socorro

## Clubes filiados
- Aracaju Futsal (Aracaju)
- Mega Forma Futsal (Aracaju)
- Centro Esportivo Nosso Clube (Aracaju)
- Associação São Francisco Clube (Aracaju)
- Joinville Futsal Clube (Barra dos Coqueiros)
- ACRUI (Itaporanga d'Ajuda)
- Juventude (Estância)
- Associação Desportiva Fugase Laranjeiras (Laranjeiras)
- Santana Futsal Clube (Carira)
- Carira Futsal (Carira)
- Associação Esportiva Força Jovem Aquidabã (Aquidabã)
- Itabaiana Coritiba Foot Ball Clube (Itabaiana)
- Associação Olímpica de Itabaiana (Itabaiana)
- Associação Desportiva Confiança (Aracaju)
- Clube Real Moitense (Moita Bonita)
- Clube Real Dorense (Nossa Sra. das Dores)
- Dorense Futebol Clube (Nossa Sra. das Dores)
- Associação Esportiva Flamengo (Nossa Sra. das Dores)
- S.C.Corinthians Aquidabaense (Aquidabã)
- Shakhtar Futsal (Nossa Sra. das Dores)
- Aliança Futsal Clube (Canindé de São Francisco)
- Canindé Futsal (Canindé de São Francisco)
- Associação Desportiva Pumas (Monte Alegre de Sergipe)
- Associação Desportiva Lei Seca (Nossa Senhora da Glória)
- Glória Futsal (Nossa Senhora da Glória)
- Capela Futsal Social (Capela)
- Rio Branco Esporte Clube (Capela)
- Siririense Futsal (Siriri)
- Siriri Futsal (Siriri)
- Sport Club Gararu (Gararu)
- Internacional Esporte Clube (Ribeirópolis)
- Fugase Esporte Clube (Laranjeiras)
- São Cristóvão (São Cristóvão)
- São Francisco-SE (Aracaju)